# Czeburek
Czeburek (krym. çüberek, tur. çiğ börek, mong. хуушуур, azerb. ət qutabı, kirg. чийки бөрөк) — pieróg z przaśnego ciasta (z mąki, wody i soli) z mięsnym nadzieniem. Tradycyjna potrawa wielu tureckich i mongolskich ludów. Danie jest także popularne wśród ludów kaukaskich. Spożywa się je bez użycia sztućców.
Jest to pieróg o charakterystycznym kształcie, z niekwaszonego ciasta, nadziewany mięsem mielonym (według nowoczesnej receptury) lub mięsem drobno krojonym (według tradycyjnej receptury) z przyprawami (niekiedy ostrymi), smażony w oleju roślinnym (według nowoczesnej receptury) lub tłuszczu zwierzęcym, zazwyczaj owczym (według tradycyjnej receptury). Czasami jako nadzienia używa się sera, ziemniaków, grzybów, kapusty, jajek ze szczypiorkiem i ryżem. Na Krymie są również popularne czebureki z pomidorami i serem.
Czebureki (także: czeburieki) zostały wpisane 26 września 2022 na polską Listę Produktów Tradycyjnych (województwo lubelskie).